# Polytaxis pulchella
Polytaxis pulchella là một loài thực vật có hoa trong họ Cúc. Loài này được Rassulova & B.A.Sharipova miêu tả khoa học đầu tiên năm 1991.